# Kaho Nakayama
Kaho Nakayama (en japonés: 中山 可穂) (Nagoya,1960) es una escritora japonesa. Su primera novela The Stoop-Shouldered Prince (猫背の王子, Nekoze no Ouji) y sus novelas posteriores ganaron y fueron nominadas a varios premios literarios japoneses, incluido el Premio Yamamoto Shūgorō. En la edición de 2015 del Routledge Handbook of Sexuality Studies in East Asia, fue reconocida como "la única novelista japonesa contemporánea que se declara lesbiana". Su relato corto, Sparkling Rain, fue el relato principal de la antología de escritoras japonesas queer de Barbara Summerhawk, Sparkling rain: and other fiction from Japan of women who love women. Este relato y una selección de su novela Sentimental Education, traducida por Allison Markin Powell, son sus únicas obras traducidas al inglés.

## Trayectoria
Nakayama nació en Nagoya en 1960 y se licenció en la Facultad de Educación del Departamento de Inglés de la Universidad de Waseda. Entre su licenciatura y la publicación de su primera novela dirigió una compañía teatral, en la que actuaba, escribía y dirigía, y trabajó como oficinista. En 1993, después de ganar un premio de relato corto de Tokyo FM, la editorial Magazine House publicó su primera novela, The Stoop-Shouldered Prince. Su novela Angel Bones (天使の骨, Tenshi no Hone ), que apareció en 1995, ganó el Asahi New Writers' Literary Award, y su novela To the Depths of a White Rose (白い薔薇の淵まで, Shiroi Bara no Fuchi Made ), de 2001, fue galardonada con el premio Yamamoto Shūgorō.

### Obras con temáticas lésbicas y homosexuales
Las obras de Nakayama, como su novela del año 2000 Sentimental Education (感情教育), que comparte título con la novela de Gustave Flaubert, La educación sentimental, son conocidas por sus argumentos frecuentes de amor y relaciones lésbicas desgarradoras. To the Depths of a White Rose y Sentimental Education se publicaron al final de lo que se ha descrito como el "boom gay" de Japón, que se extendió desde finales de los años 80 y la década de los 90, donde novelas como To the Depths of a White Rose y Chiya Fujino' s A Promise for Summer, ambos ganaron importantes premios literarios japoneses. El título de su novela Love-Suicide in Marrakesh (マラケシュ心中, Marakeshu shinju ) hacía referencia al tema del Shinju, amor-suicidio visto en la literatura japonesa del siglo XVII, mientras que el contenido evocaba más las expresiones y representaciones contemporáneas del amor y las relaciones entre mujeres del mismo sexo. en manga y anime. En el período inicial de su carrera, su trabajo fue conocido por su representación radical del sexo y el género, junto con expresiones completas y matizadas de lesbianismo. Con la publicación de Kehheru (ケッヘル) en 2006, el trabajo de Nakayama se expandió a representaciones de amor y relaciones entre hombres homosexuales y heterosexuales, padres e hijos. A pesar de esto, le disgustaba mucho que el público la llamara "escritora lesbiana", y se esforzaba por seguir publicando novelas detalladas que examinaran con profundidad la naturaleza fundamental de la existencia humana.

## Obras
- The Stoop-Shouldered Prince  (猫背の王子, Nekoze no ouji), 1993
- Angel Bones (天使の骨, Tenshi no hone), 1995
- La Sagrada Familia (サグラダファミリア : 聖家族, Sagurada famiria : seikazoku), 1998
- Sentimental Education (感情教育, Kanjo kyōiku), 2000
- Cut to the Quick (深爪, Fukadzume), 2000
- To the Depths of a White Rose (白い薔薇の淵まで, Shiroi Bara no Fuchi Made), 2001
- The Flower Temple (花伽藍 Hana-garan), 2002
- Love-Suicide in Marrakesh (マラケシュ心中, Marakeshu shinju), 2002
- Gigolo (ジゴロ, Jigoro), 2003
- Kehheru (ケッヘル), 2006
- The Blind Young Man (弱法師, Yoroboshi, likely a reference to the legend of Shuntokumaru and the 1960 Yukio Mishima Noh play of the same name), 2007
- Saigon Tango Cafe (サイゴン・タンゴ・カフェ, Saigon・Tango・Kafe), 2008
- Elegy (悲歌, Hika), 2009
- The Cat Who Writes Novels (小說を書く猫, Shōsetsu o kaku neko), 2011
- The Country of Love (愛の国, Ai no kuni) 2014
- Male Roles (男役, Otokoyaku), 2015
- Daughter Roles (娘役, Musumeyaku), 2016
- Zero Hour (ゼロ・アワー, Zero・awā), 2017
- Silver Bridge (銀橋, Ginkyō), 2018